# 自印聖像

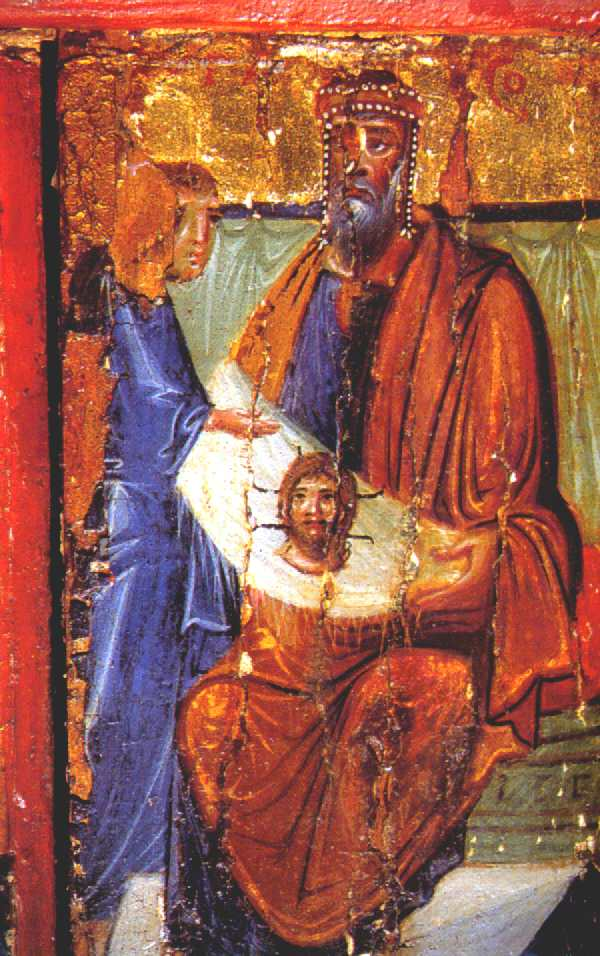
自印聖像を手にするアウガリ王（アブガル王）が描かれたイコン（10世紀頃・シナイ山の聖カタリナ修道院）

自印聖像（じいんせいぞう、ギリシア語: Αχειροποίητος, ロシア語: Спас Нерукотворный, 英語: Holy MandylionもしくはImage of Edessa）は、イイスス・ハリストス（イエス・キリストのギリシャ語読み）が、奇蹟によって布に自身の顔の像を写したものと伝えられる正教会のイコン。「自印聖像」は日本正教会での訳語であるが、手にて描かれざるイコン等とも呼ばれる。英語表記などからマンディリオン等とも片仮名で転写される事もあるが、日本正教会ではこの名はほとんど用いられない。
多くの複製が古くから現代に至るまで作成されているが、伝承に伝えられる原本たるイコンの所在は不明となっている。

## 正教会の聖伝

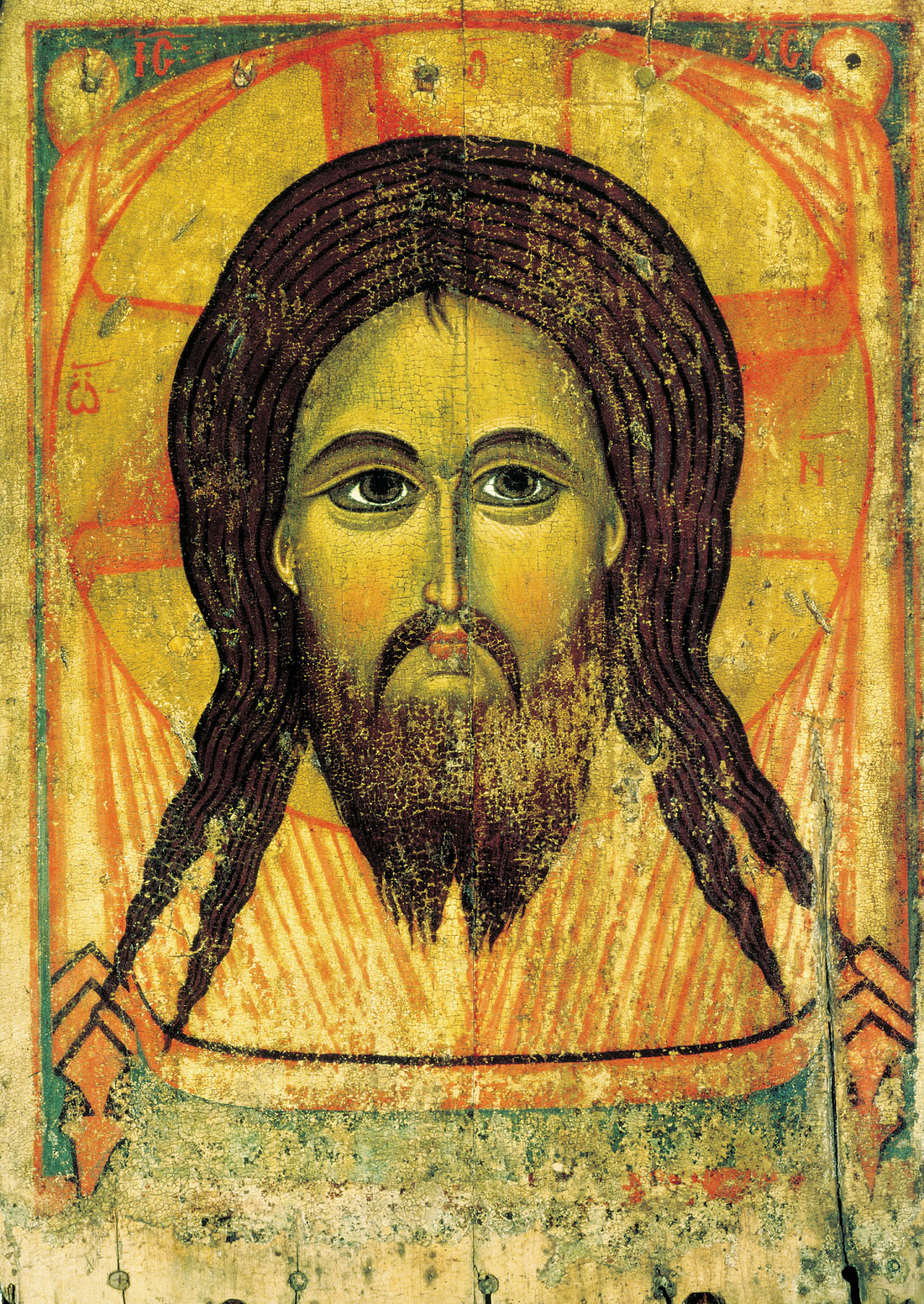
自印聖像
（13世紀・ヤロスラヴリ）

以下の内容と文体は歴史的事実としての記述ではなく、あくまで教会の伝える聖伝の概略を示したものである事に注意されたい。
以下はエウセビオスによって正教会に伝えられる伝承である。
シリアのエデッサを治めていた王・アウガリ（アブガル）は癩病を患った。当時、多くの病の癒しの奇蹟をイイススが行っている事を聞き知っていたアウガリはイイススのもとへ使者として画家アナニヤを送った。アナニヤはイイススの肖像画を描く事も命じられていたが、現地に着くと、イイススが遠く群衆の中にあったこと、そしてその顔が光り輝いているために描く事ができなかった。するとイイススはアナニヤの存在に気付き、自らの許に招いた。
アナニヤに持たせた手紙の中でアウガリは、多くの癒しはイイススが神の子であるからだと告白し、ユダヤ人がイイススに危害を加える計画を立てているそうであるが、自らの町ならば安全を保障出来るので、是非とも自分の町に来てもらいたい、そして病を癒して欲しいと、辞を低くして懇請していた。
イイススが顔を洗い、自らの顔を布に押し当てると、イイススの顔が布に写るという奇蹟が起きた。この時の布が自印聖像と呼ばれるイコンである。そしてイイススはアナニヤに手紙を持たせた。手紙にはアブガル王の信仰について「見ずして信じる者はさいわいである」事について書かれていた。また、アウガリの町に行くことについては、自らの受難を予言した上で断った。
イコンと手紙を見た王の喜びは大きなものであり、らい病はたちまち良くなった。イイスス・ハリストスの昇天の後に、アウガリはファディ（タダイ）から洗礼を受けた。アウガリはクリスチャンになった最初の王と伝えられる。
王は城壁の門の上にこの自印聖像を掲げた。その後、時代が下ると紛失・再発見を繰り返していたが、エデッサからコンスタンティノープルに一度移された。この事を記念するのが8月29日（修正ユリウス暦使用教会では8月16日）である。しかし第四回十字軍の時代に失われて以降、本物の自印聖像の行方については各種伝承が各地に伝えられているものの、本当の所在は分からなくなっている。

## 意義
自印聖像の伝承について、正教会では以下のように指摘されており、正教会におけるイコンの概念理解が表れている事例の一つともなっている。